# Dragoljub Janošević
Dragoljub Janošević (Belgrado, 8 luglio 1923 – Belgrado, 20 maggio 1993) è stato uno scacchista jugoslavo, Grande maestro.
Principali risultati:
- 1962:  terzo a Belgrado, dietro a Gligorić e Ivkov;
- 1966:  secondo a Harrachov, dietro a Semyon Furman;
- 1962:  terzo a Solingen (vinse Levente Lengyel);
- 1969:  primo nel Memorial Kostić di Vršac;
- 1970:  primo a Bari;
- 1973:  primo a Kikinda;
- 1974:  secondo a Madonna di Campiglio, dietro a Gyula Sax.

Raggiunse il più alto rating FIDE in marzo 1964, con 2518 punti Elo.

## Alcune partite notevoli
- Janosević - Tigran Petrosyan, Belgrado 1954  – Caro-Kann var. Panov
- Aleksandar Matanović - Janosević, Campionato jugoslavo 1958  – Spagnola gamb. Jaenisch
- Janosević - Bobby Fischer, Skopje 1967  – Siciliana var. Najdorf
- Janosević - Samuel Reshevsky, Maribor 1967  – Gambetto viennese C29
- Michail Tal' - Janosević, Sarajevo 1966  – Siciliana var. Scheveningen
- Janosević - Michail Botvinnik, Jugoslavia 1969  – Difesa moderna var. Averbach
- Janosević - John Nunn, Birmingham 1975  – Difesa moderna B06